# Linje 1A
|  | Denne artikel omhandler buslinje 1A i København. For linjen med samme nummer i Aarhus, se A-bus (Aarhus). |
Linje 1A er en buslinje i København, der kører mellem Avedøre st. og Hellerup st. Linjen er en del af Movias A-busnet og er udliciteret til Umove, der driver linjen fra sit garageanlæg på Stamholmen på Avedøre Holme. Med ca. 6,5 mio. passagerer i 2024 er den en af de mest benyttede af Movias buslinjer. Linjen betjener blandt andet Hvidovre, Vigerslev, Vesterbro, Nørrebro, Østerbro og Hellerup.
Linje 1A blev oprettet mellem Avedøre st. og Hellerup st. 25. maj 2003. Linjen erstattede hele linje 650S, der dog umiddelbart overlevede i omlagt form. Desuden erstattede den nye linje dele af linje 6 og 16. I 2013 fik linjen en afgrening til Klampenborg st. Derudover har der været et par lokale omlægninger i Avedøre og Hvidovre. I forbindelse med åbningen af metroens Cityringen i 2019 blev linjen omlagt gennem Nørrebro i stedet for den hidtidige rute via Indre By. Desuden blev den omlagt via København Syd st., mens kørslen til Klampenborg st. ophørte.

## Historie
Linje 1A blev oprettet sammen med linje 6A 25. maj 2003 som den tredje og fjerde linje i det nye A-busnet, der etableredes i 2002-2003. Baggrunden for etableringen var anlægget af den første metro i København, der gav store påvirkninger for busnettet. I den forbindelse valgte man at nytænke nettet med seks grundlæggende stambuslinjer med direkte linjeføringer og hyppig drift suppleret af et antal andre linjer. I de første planer fra 2000 var en de seks foreslåede stambuslinjer en linje med arbejdsnummeret S1 fra Avedøre st. via Hvidovre Hospital, Kongens Nytorv og Trianglen til Hellerup st. Linjeføringen var identisk med den eksisterende linje 650S, som den nye linje ville erstatte, om end med den forskel at der skulle stoppes ved alle stoppesteder undervejs og ikke kun ved udvalgte som ved S-busserne. Desuden ville den nye linje erstatte dele af linje 6 og 16.
Selve etableringen af linjen, nu kendt som linje 1A, skete næsten som i de oprindelige planer. Eneste ændring var at linjen i Hvidovre kom til at køre ad Toft Sørensens Vænge i retning mod Hellerup st. og modsat ad Vigerslev Allé, hvor linje 650S kørte ad Vigerslev Allé i begge retninger. Linjen erstattede som planlagt linje 6 og 16, der nedlagdes. Derudover erstattede den linje 650S, der dog fik lov at overleve i stærkt omlagt og reduceret form mellem Avedøre st. og Kvæsthusbroen, indtil den 17. oktober 2004, hvor den blev reduceret til myldretidslinjen 65E.
De første år holdt linjeføringen sig bortset fra forskellige midlertidige omlægninger. 11. december 2011 blev linjen dog omlagt permanent via Avedøre Stationsby. 24. marts 2013 blev der indført kørsel døgnet rundt på de fleste københavnske A-buslinjer. Ved den lejlighed afløste linje 1A dele af natbuslinje 83N og 85N i Indre By og på Østerbro og linje 84N til Hvidovre Hospital, der alle tre nedlagdes. Senere samme år, 11. august 2013, fik linjen en større ændring med en gren mod nord ad Strandvejen til Klampenborg st. Her havde linje 14 tidligere kørt, men den var blevet omlagt 24. marts 2013, hvorved borgerne i området havde mistet deres direkte forbindelse til Indre By. Efter at have klaget fik de imidlertid igen en forbindelse, idet linje 1A et par gange i timen i stedet for at køre til Hellerup st. nu kørte direkte ad Strandvejen til Klampenborg st. Ved samme lejlighed fik de også den natdrift tilbage, de ellers havde mistet ved nedlæggelsen af linje 85N.
Fra 29. januar 2014 til 1. februar 2017 omlagdes linje 1A ad Sønderkær i stedet for Vigerslev Allé - Hvidovrevej. Omlægningen skyldtes anlægsarbejder til København-Ringsted-banen. Ved tilbagelægningen skete der dog den ændring, at linjen kom til at køre ad Vigerslev Allé i begge retninger i Hvidovre og ikke som før ad Toft Sørensens Vænge i retning mod Hellerup st. og Klampenborg st.

### Nyt Bynet
29. september 2019 åbnede Metroselskabet metrostrækningen Cityringen. Det kom blandt andet til at berøre linje 1A, hvis strækning Cityringen i store træk kom til at følge mellem de nye Enghave Plads og Poul Henningsens Plads Stationer. Mange andre linjer blev også berørt, så derfor ændrede Movia det københavnske busnet 13. oktober 2019 til det, de kaldte for Nyt Bynet. Grundlaget for ændringerne blev skabt i forbindelse med udarbejdelse af Trafikplan 2016, der blev godkendt af Movias bestyrelse 23. februar 2017. Planerne blev efterfølgende mere konkrete med præsentationen af Nyt Bynet i januar 2018 med enkelte efterfølgende ændringer.
Nyt Bynet trådte i kraft 13. oktober 2019. Linje 1A kom til køre som hidtil fra Avedøre st. til den vestlige del af Vigerslev Allé men derfra videre ad Folehaven og Gammel Køge Landevej forbi København Syd Station (indtil 2023 Ny Ellebjerg st.) til Toftegårds Plads. Efter et kort stykke af den hidtidige rute ad Vigerslev Allé fortsattes ad den ved samme lejlighed nedlagte linje 3A's rute ad blandt andet H.C. Ørsteds Vej, Stengade og Blegdamsvej til Trianglen. Derfra fortsattes ad den hidtidige rute ad Østerbrogade til Hellerup st. Strækningen mellem Hellerup og Klampenborg st. overgik til en ny linje 23, hvilket skulle ses i lyset af, at strækningen ikke havde den frekvens, der normalt kræves af A-busser. Linje 23 kom også til at overtage kørslen gennem Indre By men med en markant lavere frekvens end hidtil som følge af etableringen af Cityringen. På Ingerslevsgade og Vigerslev Allé erstattedes line 1A af linje 10, der omlagdes.
I de første planer fra 2016 var det i øvrigt tanken, at linje 1A skulle afkortes fra Avedøre st. til Hvidovre Hospital, men det blev senere droppet. Det var ligeledes tanken, at den skulle køre ad Sjælør Boulevard i stedet for ad Gammel Køge Landevej. I Indre By gik både de første og senere planer ud på, at erstatningen linje 23 skulle køre ad Store Kongensgade og Bredgade som linje 1A havde gjort. De samme planer lagde imidlertid også op til en omlægning af linje 26, der ville efterlade dele af Sølvgade og Øster Voldgade uden busser. Noget der blandt andet ville gå udover plejeboligerne ved Rosenborgcentret. Som kompensation for det besluttede Københavns Borgerrepræsentation 19. april 2018, at linje 23 skulle køre ad Sølvgade og Øster Voldgade. Det efterlod så til gengæld den nordlige del af Store Kongensgade og Bredgade uden busser, da linje 1A blev omlagt. Ved samme lejlighed blev det i øvrigt desuden besluttet, at linje 10 skulle have natdrift mellem Ålholm Plads og Rådhuspladsen som kompensation for den natdrift, strækningen gennem Vigerslev og Vesterbro ellers ville miste ved omlægningerne af linje 1A.
Ændringerne af linje 1A gav anledning til en del kritik. Af de 730 klager, Movia modtog den første måneds tid efter indførelsen af Nyt Bynet, fik linje 1A flest med 81 klager. Linje 23 fik fjerdemest med 49 klager. For nogle passagerer var det et problem, at natkørslen mellem Hellerup og Klampenborg var forsvundet. Andre klagede over, at linje 1A ikke længere kørte gennem Indre By, og at de derfor måtte skifte. Her svarede Movia, at det ville koste mange passagerer og penge, hvis busserne skulle køre samme sted som metroen. Desuden gav omlægningen en ny forbindelse til for eksempel Nørrebro og Rigshospitalet. Utilfredsheden fortsatte dog, blandt andet i Valby hvor man havde fået omlægninger af buslinjer, til trods for at der ingen metro var kommet der. En Facebook-gruppe markerede det ved at indsamle penge til få påsat protestbannere på reklamepladserne på siden af fire busser på linje 1A i fire uger i januar-februar 2020. Budskabet var ganske simpelt: "Giv os den gamle rute 1A tilbage!"
Movia analyserede benyttelsen af forskellige linjer, områder og skiftemønstre fra november 2019 til februar 2020 og kom på den baggrund frem til et forslag med forskellige ændringer i Valby og Hvidovre. Linje 1A blev fastholdt, da der var betydelig passagerfremgang på den nye rute ad Folehaven. Til gengæld ville en tilbagelægning ad den gamle rute ad Vigerslev Allé ikke give den ønskede forbindelse til Indre By, da linjen ikke længere kom der. Løsningen blev i stedet at udskille en del af linje 10 i en ny linje 11 med en ændret rute fra Rådhuspladsen via Vigerslev Allé og Hvidovre Hospital til Avedøre, Byvej. Det ville både give forbindelse til Indre By og genetablere den mistede forbindelse mellem Vigerslev Allé og hospitalet. Forslaget blev vedtaget af Københavns Borgerrepræsentation 8. oktober 2020. Selve etableringen af linje 11 ad linje 1A's gamle rute fandt sted 27. juni 2021. På sigt kunne det dog blive aktuelt med yderligere ændringer. Det kunne for eksempel være en afkortning af nogle afgange på linje 1A fra Hvidovre Hospital til grænsen mellem Københavns og Hvidovre Kommuner, hvis betjeningen af hospitalet med linje 1A og 11 tilsammen blev for stor.

### Elbusser
I 2019 begyndte Movia at indsætte elbusser på flere linjer i Storkøbenhavn, blandt andet på linje 2A. I forbindelse med Movias udbud A19, hvis resultat blev offentliggjort 14. september 2020, blev det så besluttet også at indsætte elbusser på blandt andet linje 1A. I alt blev der indsat 30 elbusser på linjen med virkning fra 26. juni 2022, hvor den nye kontrakt på linjen trådte i kraft. Det ville spare de berørte kommuner for 3.230 ton CO2 om året foruden et vist økonomisk beløb, da elbusser var billigere i drift end dieselbusser med de aktuelle elafgifter.
Fra marts 2021 til forsommeren 2022 var der omfattende vejarbejder på Østerbrogade, der blev fornyet mellem Trianglen og Jagtvej. Det medførte flere perioder med ensretninger, hvor linje 1A måtte køre ad Nordre Frihavnsgade - Strandboulevarden i den modsatte retning af, hvad der aktuelt gjaldt. Der var dog en måneds afbrydelse i vejarbejdet og omlægningerne i forbindelse med EM i fodbold, hvor fire kampe blev afviklet i Parken på Østerbro i juni 2021.
16. januar 2025 blev linje 1A omlagt ad Carl Jacobsens Vej og Sjælør Boulevard i stedet for Gammel Køge Landevej og Vigerslev Allé. Undervejs på Carl Jacobsens Vej kom den desuden til at dreje ind omkring vendesløjfen på den nordlige side af København Syd Station. Omlægningen skulle være fundet sted ved køreplansskiftet 15. december 2024 men blev altså udsat en måned. Omlægningen giver passagererne mulighed for at skifte til Sydhavnsmetroen, der blev åbnet mellem Hovedbanegården og København Syd Station 22. juni 2024.

## Linjeføring
Linje 1A kører mellem Avedøre st. og Hellerup st. Ved Avedøre st. har linjen endestation i en busterminal, hvorfra den kører under Køge Bugt-banen og en runde gennem Avedøre Stationsby ad Naverporten og Avedøre Tværvej. Herfra går det videre ad Brostykkevej og Avedøre Havnevej til Kettegårds Alle, der ligger langs med Hvidovre Hospital. Afgange der kun kører hertil vender i en vendesløjfe ved hospitalets hovedindgang, mens dem fra og til Avedøre st. bliver ude på vejen. Efter Kettegårds Alle fortsættes ad Hvidovrevej og derfra videre ad Vigerslev Allé forbi Vigerslevparken. Efter et kort stykke ad Vigerslevvej fortsættes ad Folehaven, Gammel Køge Landevej og Carl Jacobsens Vej. Undervejs på sidstnævnte drejes ind omkring vendesløjfen ved København Syd st., før der fortsættes. Ved Sjælør st. drejes om ad Sjælør Boulevard langs med Vestre Kirkegård til linjen når Vigerslev Allé igen. Der køres så ad denne langs med banegraven for Vestbanen og Høje Taastrup-banen til Carlsberg st.
Linjen fortsætter mod nordøst ad Enghavevej mellem Enghaveparken og Enghave Plads. Derefter fortsættes ad Kingosgade og efter et skævt kryds ved Frederiksberg Allé videres ad Alhambravej og dernæst H.C. Ørsteds Vej. Fra Griffenfeldsgade zigzagges videre ad Korsgade og Stengade forbi Folkets Park. Linjen drejer så om ad Nørrebrogade, hvor der er fælles stoppesteder med linje 5A og 350S, og derefter af Fælledvej til Sankt Hans Torv. Så fortsættes videre ad Blegdamsvej forbi Panum Instituttet, Rigshospitalet og Den Danske Frimurerordens stamhus til Trianglen.
Fra Trianglen køres mod nord ad Østerbrogade forbi Brumleby og Gunnar Nu Hansens Plads til Svanemøllen st. Derefter fortsættes ad Strandvejen forbi Tuborgflasken og Waterfront Shopping til Hellerup. Der vendes i en sløjfe ad Hellerupvej, Ryvangs Allé og Callisensvej med endestation i busterminal ved Hellerup st.

## Fakta
- Linjeføring
  - Avedøre st. – Byvej – Brostykkevej – Avedøre Havnevej – Kettegård Allé – (Hvidovre Hospital, Sløjfen -) Arnold Nielsens Boulevard – Hvidovrevej – Vigerslev Allé – Vigerslevvej – Folehaven – Gammel Køge Landevej – Carl Jacobsens Vej – Vendesløjfen ved København Syd st. – Carl Jacobsens Vej – Sjælør st. – Sjælør Boulevard – Vigerslev Allé – Enghavevej – Kingosgade – Alhambravej – H.C. Ørsteds Vej – Griffenfeldsgade – Korsgade – Stengade – Nørrebrobrogade – Fælledvej – Sankt Hans Torv – Blegdamsvej – Trianglen – Østerbrogade – Strandvejen – > Hellerupvej >(/< Callisensvej <) – Hellerup st.[42]

- Overordnede linjevarianter
  - Hellerup st. – Avedøre st.[42]
  - Hellerup st. – Hvidovre Hospital, Sløjfen[42]

- Vigtige knudepunkter
  - Avedøre st., Hvidovre Hospital, Rosenhøj, Vigerslevvej, København Syd st., Sjælør st., Carlsberg st., Enghave Plads st., Frederiksberg Allé, Rosenørns Allé, Nørrebrogade, Trianglen st., Poul Henningsens Plads st., Svanemøllen st., Hellerup st.

- Materiel
  - 30 elbusser med garageopladning af typen Yutong E12LF garageret hos Umove, Stamholmen.[43]

| Entreprenører | Entreprenører        |
| Fra           | Entreprenør, anlæg   |
| ------------- | -------------------- |
| 25-05-2003    | City-Trafik, Avedøre |
| 01-04-2012    | Arriva, Ryvang       |
| 26-06-2022    | Umove, Bagsværd      |
| 21-11-2024    | Umove, Stamholmen    |

| År          | 2021      | 2022      | 2023      | 2024      |
| ----------- | --------- | --------- | --------- | --------- |
| Passagertal | 4.909.024 | 5.919.086 | 6.274.322 | 6.517.160 |

## Kronologisk oversigt
Nedenfor er der gjort rede for permanente og længerevarende midlertidige ændringer. Der er set bort fra ændringer af få dages varighed og de til tider temmelig omfattende ændringer ved sportsbegivenheder, demonstrationer, statsbesøg og lignende. Mens linje 1A kørte gennem Indre By var det typisk Christiansborg Slotsplads, der blev berørt ved sådanne lejligheder, så linjen blev omlagt ad blandt andet Nørre Voldgade og Øster Voldgade.
| Rutehistorik                | Rutehistorik |
| Dato/periode                | Ændring |
| --------------------------- | --- |
| 25-05-2003                  | Linje 1A oprettes ad følgende rute: Avedøre st. – Byvej – Avedøre Tværvej – Rebslagerporten – Naverporten - Brostykkevej – Avedøre Havnevej – Kettegård Allé – (Hvidovre Hospital, Sløjfen -) Arnold Nielsens Boulevard – Hvidovrevej – (> Toft Sørensens Vænge >) – Vigerslev Allé – Enghavevej – Ingerslevsgade – Hovedbanegården, Tietgensbroen – Tietgensgade – Stormgade – Vindebrogade – Christiansborg Slotsplads – Holmens Kanal – Kongens Nytorv – > Bredgade > Grønningen >(/< Store Kongensgade <) – Oslo Plads – Dag Hammarskjölds Allé – Østerbrogade – Strandvejen – > Hellerupvej >(/< Callisensvej <) – Hellerup st. Avedøre st. - Hvidovre Hospital betjenes kun af hver anden afgang. Linjen erstatter hele linje 650S, der omlægges, og dele af linje 6 og 16, der nedlægges. |
| 10-06-2003 - 28-07-2003     | Omlægges i begge retninger ad H.C. Andersens Boulevard – Jarmers Plads – Nørre Voldgade – Øster Voldgade pga. vejarbejde i Vindebrogade. Alle stoppesteder på omlægningen kan benyttes. |
| 06-08-2006 - 01-01-2007     | I dagtimerne mandag-fredag føres alle afgange forsøgsvist til Avedøre st. |
| 30-10-2009 - 28-04-2010     | Omlægges i retning mod Hellerup st. ad Strandvejen – Callisensvej – Svanemøllevej pga. renovering af ejendom. |
| 04-05-2010 - ca. 27-05-2010 | Omlægges i retning mod Hellerup st. ad Gothersgade – Øster Voldgade pga. brand i Dehns Palæ og efterfølgende afspærring af Bredgade. Alle stoppesteder på omlægningen kan benyttes, i det der ikke stoppes ved Nørreport st., da der ikke passeres et stoppested der. |
| 11-12-2011                  | Omlægges via Avedøre stationsby ad Avedøre Tværvej – Rebslagerporten – Naverporten. |
| 24-03-2013                  | Der indføres natdrift, så der fremover køres hele døgnet hele ugen, idet der dog kun køres hver time mellem Avedøre st. og Toftegårds Plads. Natdriften erstatter dele af linje 83N, 84N og 85N, der nedlægges. I dagtimerne ændres kørslen mellem Avedøre st. og Hvidovre Hospital til kun at omfatte hver tredje afgang. |
| 06-05-2013 - ca. 31-12-2013 | Omlægges ad Vigerslev Alle i begge retninger i stedet for ad Toft Sørensens Vænge i retning mod Hellerup st. Omlægningen skyldes opgravning ved krydset Toft Sørensens Vænge/Vigerslev Alle. |
| 11-08-2013                  | Forlænges ad Strandvejen > Hvidørevej > Christiansholmsvej (/< Strandvejen < Dyrehavevej <) til Klampenborg st. to gange i timen i dag- og aftentimerne og en gang i timen om natten. Afgange til og fra Klampenborg kører direkte ad Strandvejen i Hellerup i stedet for via Hellerup st. |
| 15-12-2013                  | Natdriften ændres så afgange der hidtil har vendt ved Toftegårds Plads i stedet vender ved Hvidovre Hospital. |
| 01-04-2014 - 02-11-2015     | Omlægges på Kongens Nytorv så der køres øst om krinsen i retning mod Avedøre st. Omlægningen skyldes etablering af ny trappe til Kongens Nytorv st. i forbindelse med anlægget af Cityringen. |
| 29-06-2014 - 30-01-2017     | Omlægges ad Vigerslevvej - Folehaven - Sønderkær. Omlægningen skyldes arbejdet med etableringen af København-Ringsted-banen. Efter omlægningen ændres linjen så der køres ad Hvidovrevej - Vigerslev Allé i begge retninger og derved ikke længere ad Toft Sørensens Vænge i retning mod Hellerup/Klampenborg som før omlægningen. |
| 22-05-2016 - 13-06-2016     | Omlægges om natten mellem kl. 22 og 5 ad Dronningens Tværgade - Borgergade - Sølvgade - Øster Voldgade i retning mod Hellerup/Klampenborg. Omlægningen skyldes fjernvarmearbejde på Bredgade. |
| 01-08-2016 - ca. 15-12-2016 | Omlægges ad Kystvejen - Hvidørevej i begge retninger. Omlægningen skyldes kloakarbejde på Strandvejen. |
| 02-10-2017 - 19-11-2017     | Omlægges ad (Hellerupvej - Hellerup st. -) Ryvangs Allé i retning mod Avedøre st. Omlægningen skyldes kødannelse på Strandvejen som følge af spærring af Strandvænget. |
| 13-10-2019                  | Linjen ændres flere steder som følge af åbningen af Cityringen og indførelsen af Nyt Bynet. Kørslen ad Vigerslev Allé ændres til Vigerslev Allé - Folehaven - Gammel Køge Landevej. Strækningen fra Enghavevej via Kongens Nytorv til Trianglen erstattes af en ny ad Enghavevej - Kingosgade - Alhambravej - H.C. Ørsteds Vej - Griffenfeldsgade - Kingosgade - Stengade - Nørrebrogade - Fælledvej - Sankt Hans Torv - Blegdamsvej - Trianglen. Den nye rute erstatter linje 3A der nedlægges, mens den gamle overtages af linje 10 på Ingerslevsgade og en ny linje 23 mellem Tietgensgade og Lille Triangel. Linje 23 erstatter desuden linje 1A's kørsel til Klampenborg st., hvorefter alle afgange på linje 1A ender ved Hellerup st.                                                     |
| 01-03-2021 - 10-06-2021     | Omlægges ad Strandboulevarden - Nordre Frihavnsgade i retning mod Avedøre st. Omlægningen skyldes vejarbejde med følgende ensretning af Østerbrogade. |
| 12-07-2021 - ca. 01-12-2021 | Omlægges ad Nordre Frihavnsgade - Strandboulevarden i retning mod Hellerup st. Omlægningen skyldes vejarbejde med følgende ensretning af Østerbrogade. |
| 21-04-2022 - ca. 19-06-2022 | Omlægges ad Nordre Frihavnsgade - Strandboulevarden i retning mod Hellerup st. Omlægningen skyldes vejarbejde med følgende ensretning af Østerbrogade. |
| 10-10-2022 - ca. 22-06-2023 | Omlægges ad Åboulevard - Ågade - Jagtvej - Nørrebrogade. Omlægningen skyldes vejarbejde ved Rantzausgade. |
| 02-01-2023 - ca. 01-07-2023 | Omlægges ad Vesterfælledvej - Platanvej - Frederiksberg Allé i retning mod Hellerup st. Omlægningen skyldes ensretning af Enghavevej. |
| 08-05-2024 - ca. 20-09-2024 | Omlægges ad Vesterfælledvej - Platanvej - Frederiksberg Allé i retning mod Hellerup st. Omlægningen skyldes vejarbejde på Enghavevej. |
| 16-05-2024 - ca. 20-12-2024 | Omlægges ad Kettevej - Byvej i retning mod Avedøre st. Omlægningen skyldes vejarbejde. |
| 16-01-2025                  | Omlægges ad Carl Jacobsens Vej - Vendesløjfen ved København Syd st. - Carl Jacobsens Vej - Sjælør st. - Sjælør Boulevard. |